# 年轻的奴隶
《年轻的奴隶》（意大利语： Schiavo giovane ）是米开朗基罗的一尊大理石雕塑，创作于1525-1530 年，现藏于佛罗伦萨的学院美术馆 。它是Prigioni为儒略二世墓设计的“未完成”系列的一部分。
儒略二世墓最下层每个壁龛两侧的壁柱上，设计了各种姿势的奴隶雕像，最初计划了16 或 20 个，后来计划逐渐缩减到12个（1513 年）、8个（1516 年）和四个（1526 或 1532年），1542 年完全去除。
首批完成的作品是《垂死的奴隶》和《叛逆的奴隶》，于 1513 年左右在罗马雕刻而成。
佛罗伦萨的四尊奴隶雕塑（年轻的奴隶、长胡子的奴隶、阿特拉斯奴隶和觉醒的奴隶）雕刻于1520 年代后半叶，当时米开朗基罗在佛罗伦萨的圣老楞佐圣殿工作。1534 年米开朗基罗离开佛罗伦萨，这些作品就存放在莫扎街的仓库。1544 年，米开朗基罗的侄子莱昂纳多·博纳罗蒂请求出售，遭到拒绝。1564 年，它们与胜利的天才一起卖给大公科西莫一世。 1908 年，这些雕塑搬进了美术馆。
年轻的奴隶双膝微曲，仿佛有巨大的力量压在他的背上。他的左臂举起遮住脸，右臂在背后，被一条看不见的链子固定。人物的腿、躯干和手臂清晰可见，手和头部没有完成，背部尚未开始雕刻。表面留下了雕刻时使用的凿子和刮刀的痕迹。